# Link Control Protocol
Link Control Protocol (LCP) – część protokołu point-to-point i standard zapewniający transport wieloprotokołowych datagramów przez łącza typu point-to-point. PPP używa LCP do ustanowienia, konfiguracji oraz testowania połączenia. Urządzenia wysyłające jak i odbierające wysyłają pakiety LCP aby ustalić standardy wynikające z transmisji danych. LCP pracuje w warstwie łącza danych.
PPP używa LCP do zapewniania usług najczęściej używanych do negocjacji i sprawdzania ramek podczas implementacji kontroli PPP. LCP jest dokładnie opisane w dokumencie RFC 1570.

## Ustanowienie łącza
Ustanowienie łącza jest pierwszą fazą operacji LCP. Operacja ta musi zostać ukończona pomyślenie, zanim pakiety warstwy sieci będą mogły zostać wymieniane. W czasie gdy trwa ustanawianie łącza, LCP otwiera połączenie i negocjuje parametry konfiguracyjne. Proces ustanawiania łącza zaczyna się od przesłania przez inicjowane urządzenie ramki configure-request do odbiorcy. Ramka ta zawiera zmienną liczbę opcji konfiguracyjnych wymaganych do skonfigurowania połączenia.

## Zamykanie połączenia
Po transmisji danych w warstwie sieci, protokół LCP kończy połączenie.